# John Namanzah Niyiring
John Namanzah Niyiring OSA (* 4. Juni 1960 in Zonkwa) ist Bischof von Kano.

## Leben
John Niyiring absolvierte zunächst ein Ingenieurstudium an der Ahmadu Bello University, der zweitgrößte Universität in Nigeria, in Zaria. Mit anschließender Aufnahme des Studiums der Katholischen Theologie und Philosophie im Priesterseminar von Jos trat er der Ordensgemeinschaft der Augustiner bei. Am 12. Juli 1992 empfing er die Priesterweihe. Nach Tätigkeit als Postulantenmeister des Augustinerordens in Jos absolvierte er von 1994 bis 1999 ein Doktoratsstudium in Spiritueller Theologie an der Päpstlichen Universität Gregoriana in Rom. Von 1999 bis 2002 war er Mitglied des Formation Team im Kloster der Augustiner in Jos. Nach Seelsorgetätigkeit in Benin City war er von 2003 bis 2005 war er Studentenmeister und Dozent im Augustinian House of Philosophy des St. Thomas Aquinas Major Seminary in Makurdi. 2005 wurde er Provinzoberer der Augustiner in Nigeria.
Papst Benedikt XVI. ernannte ihn am 20. März 2008 zum Bischof von Kano. Der Altbischof von Kano, Patrick Francis Sheehan OSA, spendete ihm am 13. Mai 2008 die Bischofsweihe; Mitkonsekratoren waren Renzo Fratini, Apostolischer Nuntius in Nigeria, und Matthew Man-Oso Ndagoso, Erzbischof von Kaduna.
Zusammen mit Imam Scheich Abdullahi von der Moschee Jafar Adam hat er 2012 eine Friedensbotschaft veröffentlicht, um sich gegen den Terror von Boko Haram, einer islamistischen terroristischen Gruppierung im Norden Nigerias, und die Einführung der Scharia zu stellen.